# Elecciones estatales del Estado de México de 2011
Las elecciones estatales del Estado de México de 2011 se llevaron a cabo el domingo 3 de julio de 2011, y en ellas se renovaron los siguientes cargos de elección popular:
- Gobernador del Estado de México. Titular del Poder Ejecutivo del estado, electo para un periodo de seis años no reelegibles en ningún caso. El candidato electo fue Eruviel Ávila Villegas de la coalición Unidos Por Ti.

## Resultados

### Gubernatura
Se registró un padrón de 10 millones 555 mil 669 electores, con una participación electoral del 46.15%. 
|  | 12.28 % |

|  | 61.97 % |

|  | 20.96 % |

|  | 3.67 % |

|  | 0.22 % |

|  | 0.65 % |

|  | 100.00 % |

## Encuestas preelectorales
| Encuestadora | Fuente | Fecha                 | Bravo | Ávila | Encinas | Otros | Ninguno | NS/NC | Voto secreto |
| ------------ | ------ | --------------------- | ----- | ----- | ------- | ----- | ------- | ----- | ------------ |
| El Universal | [ 5 ]  | 14 de febrero de 2011 | 20.0  | 32.0  | 23.0    |       |         | 25    |              |
| GCE          | [ 6 ]  | 26 de abril de 2011   | 14.3  | 47.7  | 15.8    |       | 12.1    | 6.2   | 3.9          |
| El Universal | [ 7 ]  | 10 de mayo de 2011    | 21.0  | 54.0  | 25.0    |       |         |       |              |
| GCE          | [ 8 ]  | 11 de mayo de 2011    | 17.0  | 45.3  | 19.9    | 0.4   | 5.0     | 12.4  |              |
| GCE          | [ 9 ]  | 16 de mayo de 2011    | 17.7  | 48.5  | 19.2    | 0.8   | 6.1     | 7.7   |              |
| GCE          | [ 10 ] | 23 de mayo de 2011    | 15.3  | 50.2  | 23.9    | 0.2   | 4.0     | 5.7   |              |
| GCE          | [ 11 ] | 30 de mayo de 2011    | 13.4  | 52.8  | 20.7    | 0.3   | 5.6     | 6.9   |              |
| GCE          | [ 12 ] | 6 de junio de 2011    | 13.1  | 51.5  | 21.4    |       |         |       |              |
| GCE          | [ 13 ] | 13 de junio de 2011   | 12.3  | 52.4  | 20.2    |       |         |       |              |
| GCE          | [ 14 ] | 20 de junio de 2011   | 13.2  | 52.0  | 20.2    |       |         |       |              |
| El Universal | [ 15 ] | 22 de junio de 2011   | 14.0  | 59.0  | 27.0    |       |         |       |              |

## Elecciones internas de los partidos políticos

### Partido Acción Nacional
El 16 de agosto de 2010 el senador Ulises Ramírez Núñez anunció públicamente su interés en ser candidato de su partido a la gubernatura del Estado de México, manifestándose de la misma manera partidario de una alianza por la gubernatura con el Partido de la Revolución Democrática. El 9 de septiembre del mismo año los líderes nacional del PAN y el PRD iniciaron los acercamientos necesarios para llevar a cabo tal alianza. El 4 de octubre el consejeto estatal del PAN aprobó la posibilidad de conformar una alianza electoral con otros partidos para enfrentar al PRI en las elecciones para gobernador.
El 6 de enero de 2011, Octavio Germán Olivares, presidente del Partido Acción Nacional (PAN), reveló que la diputada Josefina Vázquez Mota, el exlíder de ese partido, Luis Felipe Bravo Mena y el senador Ulises Ramírez Núñez, están dispuestos a "ayudar" al blanquiazul rumbo a la elección en ese estado.
El 29 de marzo de 2011, Ulises Ramírez Núñez y José Luis Durán Reveles declinaron sus aspiraciones a favor de Luis Felipe Bravo Mena, quien de esta manera se convirtió el precandidato de unidad del PANy y fue designado oficialmente como candidato por el comité ejecutivo nacional el 15 de abril del mismo año.

### Partido Revolucionario Institucional
De entre los aspirantes que se habían mencionado a la candidatura del PRI a la gubernatura, el 25 de marzo Ernesto Nemer Álvarez y Luis Videgaray Caso declinaron sus aspiraciones, seguidos el 26 de marzo por Alfredo del Mazo Maza, ante lo cual quedó como único aspirante el presidente municipal de Ecatepec, Eruviel Ávila Villegas, quien solicitó licencia a la alcaldía el mismo día, y el 27 de marzo se registró como precandidato de unidad.
El 7 de abril del mismo año, se reunió la convención de delegados, que eligió por unanimidad a Eruviel Ávila como candidato a gobernador, y el 9 de abril rindió la protesta oficial como tal. El 15 de abril, se registró la coalición Unidos por Ti en unión del PVEM y el PANAL.

### Partido de la Revolución Democrática
El 9 de septiembre de 2010 los líderes nacional del PAN y el PRD iniciaron los acercamientos necesarios para llevar a cabo una alianza rumbo a la gubernatura; el 9 de octubre el consejo estatal del PRD aprobó, por 193 votos a favor y 88 en contra, la posibilidad de aliarse con otros partidos —incluido el PAN— en las elecciones para gobernador, a pesar del rechazo a la misma de algunos liderazgos como Andrés Manuel López Obrador.
Ante el anuncio de la postulación de la senadora Yeidckol Polevnsky por el movimiento afín a Andrés Manuel López Obrador, el 22 de noviembre Marcelo Ebrard reiteró su apoyo a una posible alianza PAN-PRD para la gubernatura y consideró que la candidatura de Polevnsky no es definitiva, además la dirigencia estatal del PRD rechazó cualquier posibilidad de postularla, de acuerdo al dirigente estatal Luis Sánchez Jiménez.

### Partido del Trabajo y Convergencia
El 9 de octubre de 2010, Andrés Manuel López Obrador manifestó que de conformarse una alianza electoral entre el PAN y el PRD entonces el buscaría la postulación de un candidato de izquierda bajo las siglas del PT.
El 18 de junio del mismo año, ambos partidos y el sector del PRD afín a Andrés Manuel López Obrador anunciaron el inicio de la aplicación de una encuesta para definir quien sería el candidato de dicha coalición, sin embargo, el mismo día anunciaron la postulación como candidata a gobernadora de Yeidckol Polevnsky; frente a lo cual surgieron algunas inconformidades tanto en el PT como en Convergencia.
El 10 de abril el Consejo del PRD elimina cualquier posibilidad de alianza con el PAN en el Estado de México.

### Coalición PRD, PT, Convergencia
El 5 de enero de 2011, Alejandro Encinas asistió a una reunión en la que participó la primera plana de la clase política de la izquierda en México; en dicho encuentro, el diputado federal señaló que se “las izquierdas unidas pueden ganar Edomex”. El dirigente del PRD estatal. Luis Sánchez, dijo que en caso de que el PRD decida ir en coalición con el PAN, Alejandro Encinas quedaría descartado. Aseguró que no fue convocado a la reunión de ayer y pidió a Jesús Ortega tomar en cuenta a los perredistas de la entidad.